# Tuffi ai II Giochi panamericani
Le competizioni di tuffi ai II Giochi panamericani si sono svolte a Città del Messico, in Messico, dal 12 al 23 marzo 1955.

## Risultati

### Uomini
| Evento                     | Oro             | Perform. | Argento        | Perform. | Bronzo         | Perform. |
| Trampolino 3m (dettagli)   | Joaquín Capilla |          | Arthur Coffey  |          | Bob Clotworthy |          |
| Piattaforma 10m (dettagli) | Joaquín Capilla |          | Bob Clotworthy |          | Gary Tobian    |          |

### Donne
| Evento                     | Oro                | Perform. | Argento           | Perform. | Bronzo           | Perform. |
| Trampolino 3m (dettagli)   | Patricia McCormick |          | Jeanne Stunyo     |          | Emily Houghton   |          |
| Piattaforma 10m (dettagli) | Patricia McCormick |          | Juno Stover-Irwin |          | Margarita Pesado |          |

## Medagliere
| Posizione | Nazione     | Oro | Argento | Bronzo | Totale |
| --------- | ----------- | --- | ------- | ------ | ------ |
| 1         | Stati Uniti | 2   | 4       | 3      | 9      |
| 2         | Messico     | 2   | 0       | 1      | 2      |
| Totale    | Totale      | 4   | 4       | 4      | 12     |